# Partit Comunista de Turquia
El Partit Comunista de Turquia (turc Türkiye Komünist Partisi, TKP) és un partit comunista de Turquia. Va ser fundat com a Partit del Poder Socialista (en turc: Sosyalist İktidar Partisi, SİP) el 16 d'agost de 1993. El 2001, el partit va canviar el seu nom pel de Partit Comunista de Turquia (TKP), reclamant l'herència del partit històric.

## Història
El TKP va ser fundat el 10 de setembre de 1920 a Bakú (Azerbaidjan, llavors territori soviètic), inspirat en la Revolució Russa. Els fundadors, Mustafa Suphi (1881-1921) i els seus 14 companys, van ser assassinats el gener de 1921 per ordre de Mustafa Kemal Atatürk, qui gradualment va eliminar tots els seus opositors polítics i es va fer el lideratge del moviment nacionalista turc.
Durant els anys 20 i els anys 30, el TKP va seguir funcionant, però des de la clandestinitat. Això no va impedir que nombrosos intel·lectuals, incloent el poeta Nazım Hikmet (1903-1962), s'unissin a l'organització i realitzessin importants contribucions al renaixement del moviment comunista en les dècades següents.
Durant el període de la Guerra Freda va continuar sent perseguit pels diferents règims militars que va haver en el país. El seu treball es va centrar en l'acostament i la col·laboració amb altres forces polítiques d'esquerra també clandestines (Espanya i Portugal, per exemple) amb la finalitat de crear un moviment de masses de caràcter revolucionari. El cop d'estat a Turquia de 1980 i la caiguda de la Unió Soviètica van suposar un dur cop per a totes aquestes organitzacions, que van entrar en els 90 molt afeblides.

### La nova etapa
Gràcies a l'obertura política que va tenir lloc el 1992, el 7 de novembre d'aquest mateix any va ser fundat el Partit Socialista de Turquia (Sosyalist Türkiye Partisi, STP), que un any després va passar a anomenar-se el Partit pel Poder Socialista (Sosyalist İktidar Partisi, SIP) i finalment en 2001 va adoptar definitivament Partit Comunista de Turquia, malgrat existir la prohibició, encara vigent, de no poder usar el terme "comunista" com a nom per a un partit polític.
Aquest TKP no era la continuació directa, ni organitzativa ni políticament, de l'antic Partit Comunista turc, però va reclamar per a si la seva herència i experiència. La seva primera participació electoral va tenir lloc a les eleccions legislatives turques de 2002, aconseguint al voltant de 60.000 vots. En les municipals de març de 2004 el seu suport va augmentar fins als 85.000 electors. A les eleccions legislatives turques de 2007 va aconseguir 77,657 vots (el 0,22%).

### Dissolució i reconstrucció
Després d'un període de disputa interna, dues faccions rivals del TKP van assolir un acord el 15 de juliol de 2014 per congelar les activitats del Partit i que cap facció fes servir el nom i emblema del TKP. La facció liderada per Erkan Baş i Metin Çulhaoğlu va adoptar el nom Partit Comunista Popular de Turquia (HTKP), rebatejat més endavant com el Partit dels Treballadors de Turquia (2017), i la facció liderada per Kemal Okuyan i Aydemir Güler va fundar el Partit Comunista (KP). Del primer grup encara es va escindir un tercer, el Moviment Comunista de Turquia (TKH).
El 2016 es va realitzar un nou Congrés Extraordinari del TKP, escollint una nova direcció, per tal de preservar la personalitat jurídica del Partit i resoldre qüestions legals, obrint la porta a la reactivació del mateix si hi havia consens. Immediatament després, es va fer pública una carta signada per militants històrics titulada "El país crida al Partit Comunista de Turquia". Tanmateix, tant el congrés extraordinari celebrat com la convocatòria dels signants van provocar diverses discussions entre els tres grups que van abandonar el TKP. Mentre el Partit Comunista (KP) celebrava aquestes passes, el HTKP i el TKH ho consideraven un engany i el trencament unilateral de l'acord inicial.
Finalment, el 22 de gener de 2017 es celebra un Congrés al Centre de Congressos Haliç, Istanbul, on es reactiva oficialment el TKP a partir fonamentalment de les forces del Partit Comunista (KP).

### Actualitat
Després d'uns resultats molt pobres al 2018 amb l'inconvenient de no poder utilitzar llavors el nom del partit i presentar escassos candidats, a les següents eleccions generals de 2023 va participar en la formació de la coalició i plataforma d'unitat Unió de Forces Socialistes, alhora que donava suport a Kemal Kılıçdaroğlu per a la presidència. La Unió rebria 159,277 vots (dels quals 62,826 del TKP) i el 0.30%, lluny encara d'entrar al Parlament, mentre que el candidat a la presidència del CHP perdria davant Erdogan.

## Resultats electorals

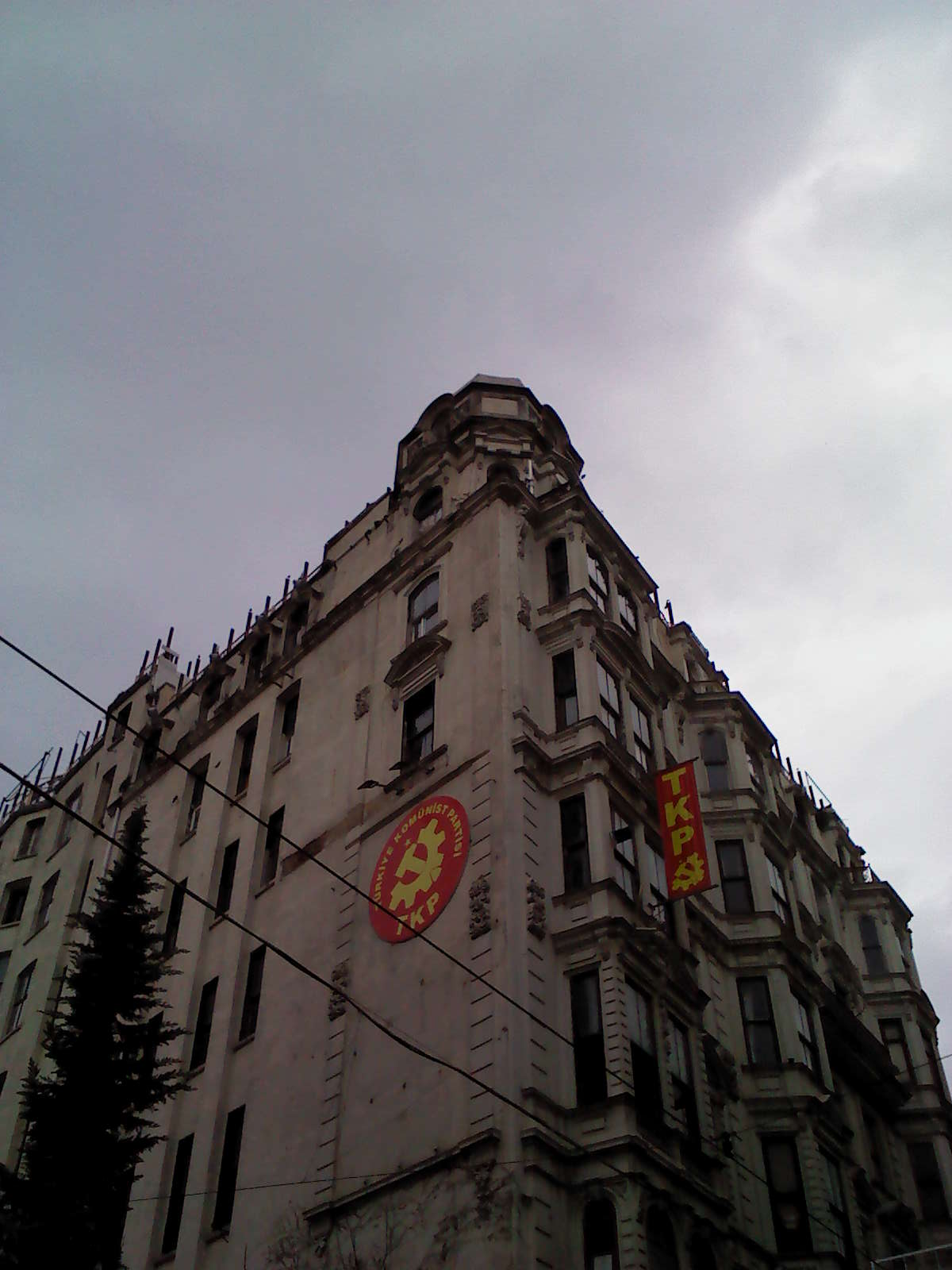
Seu nacional a Istanbul

| Any       | Vots   | %    | Escons  | Notes                                   |
| 1999      | 37,671 | 0,12 | 0 / 550 | Com a Partit del Poder Socialista (SIP) |
| 2002      | 50,496 | 0,19 | 0 / 550 |                                         |
| 2007      | 80,092 | 0,22 | 0 / 550 |                                         |
| 2011      | 64,006 | 0,15 | 0 / 550 |                                         |
| Juny 2015 | 13,780 | 0,03 | 0 / 550 | Com a Partit Comunista (KP).            |
| Nov 2015  | 52,527 | 0,11 | 0 / 550 | Com a Partit Comunista (KP).            |
| 2018      | 7.952  |      | 0 / 550 | Presentats 17 candidats independents.   |
| 2023      | 63,509 | 0,12 | 0 / 600 | Dins de la Unió de Forces Socialistes   |